# شهرستان استفورد (ویرجینیا)
شهرستان استفورد، ویرجینیا (به انگلیسی: Stafford County, Virginia) یک سکونتگاه مسکونی در ایالات متحده آمریکا است که در ویرجینیا واقع شده‌است.

## خصوصیات
شهرستان استافورد ۷۲۵٫۲ کیلومترمربع مساحت دارد.